# 胡安·卡洛斯·奥内蒂
胡安·卡洛斯·奥内蒂·波赫士（西班牙語：Juan Carlos Onetti Borges，1909年7月1日—1994年5月30日），乌拉圭作家。生于烏拉圭蒙得维的亚，大学没念完就不得不挣钱养家。曾任校对、编辑、路透社记者、该通讯社驻布宜诺斯艾利斯办事处主任等职位，协助出版乌拉圭《前进》杂志和阿根廷的《请看与请读》杂志。1954年成为执政党机关刊物《行动报》社长，3年后辞职。1957年起担任蒙得维的亚图书馆馆长和国家喜剧艺术院艺术指导。1980年获塞万提斯奖。
奥内蒂的小说作品主要有《井》（1932）、《无主的土地》（1941）、《为了今天晚上》（1943）、《离别》（1954）、《为了一座无名的坟塋》（1959）、《不幸的面孔》（1960）、《造船厂》（1961）、《像她那样悲伤》（1963）  《收尸人》（1965）、《死神与女孩》（1973）、《倾听清风倾诉》（1979）等。大多数作品设定在一个虚构的港口圣塔玛利亚。